# Allium crenulatum
Allium crenulatum es una especie de planta bulbosa del género Allium, perteneciente a la familia de las amarilidáceas, del orden de las Asparagales. Originaria de América del Norte.

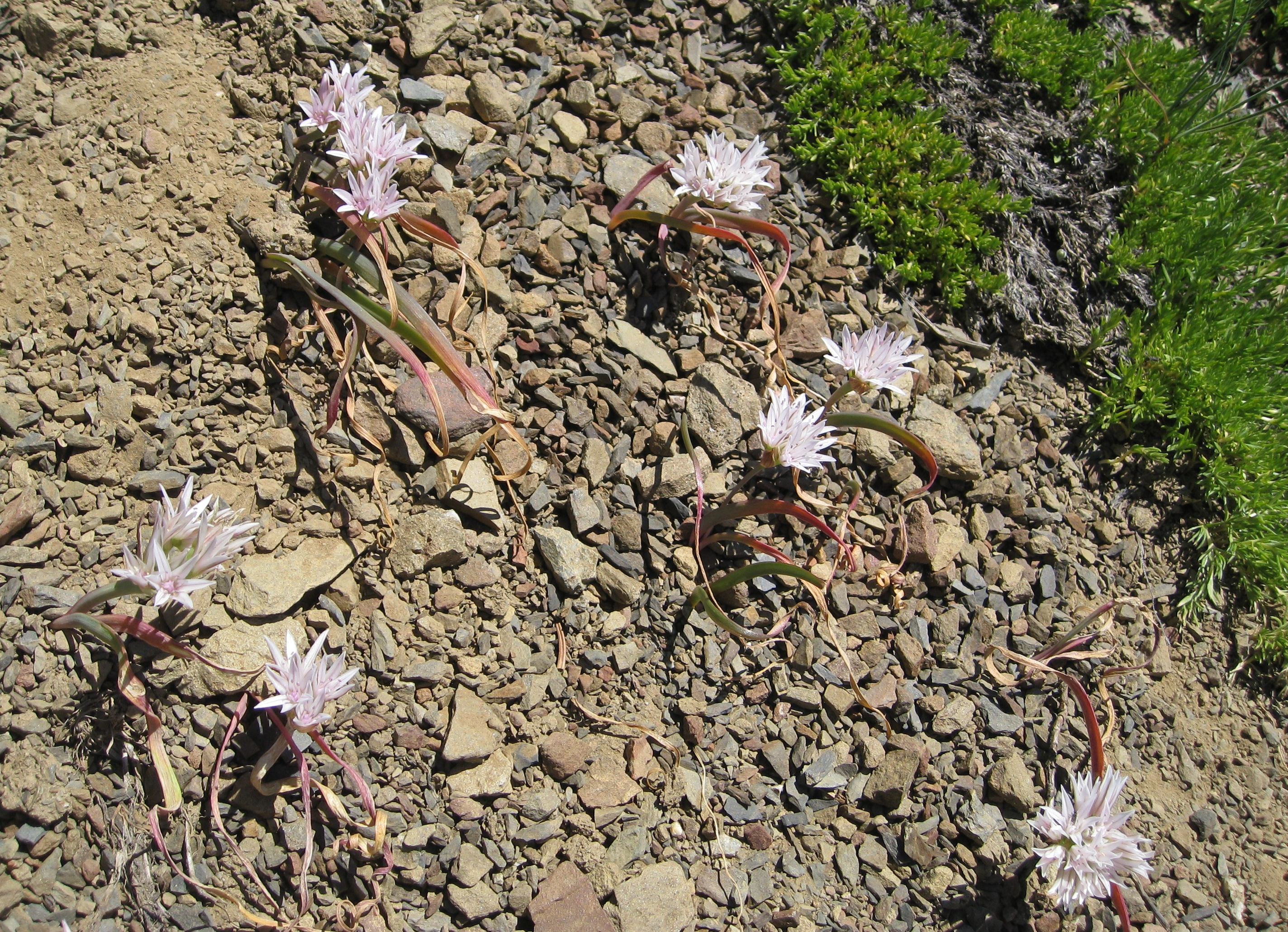
En su hábitat

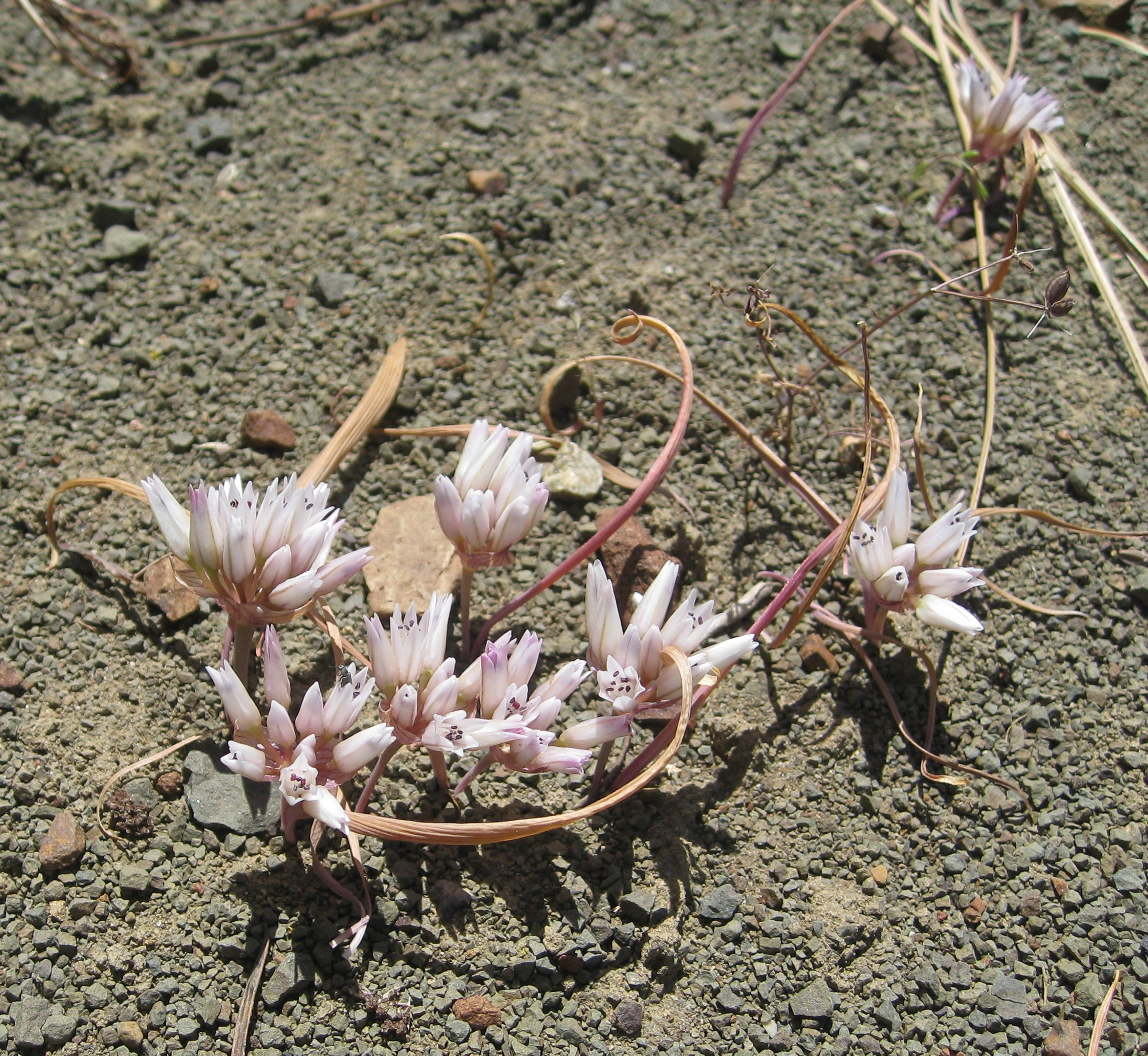
Vista de la planta

## Descripción
Allium crenulatum tiene de 1 a 6 bulbos, que cambia todos los años con nuevos bulbos que tiene en los terminales de los rizomas, son de color marrón y gris-marrón, membranosos. Las hojas de hoja caduca con las vainas que no se extienden muy por encima de la superficie del suelo, la lámina sólida y plana, falcada, de 10-33 cm x 1,5 a 10 mm, los márgenes a veces minuciosamente denticulados. La inflorescencia en forma de umbela persistente, erecta y compacta, con 10-25-flores, cónica para hemisférica. Flores campanuladas, de 6-12 mm; con tépalos erectos, rosados. El número cromosomático es de  2n = 14.

## Distribución y hábitat
La floración se produce en mayo-julio en laderas y suelos de arcilla, como la serpentina, en las cimas y crestas calvas; a una altitud de 600 - 2500 metros, en Oregón, Washington.

## Taxonomía
Allium crenulatum fue descrita por  Karl McKay Wiegand y publicado en Bulletin of the Torrey Botanical Club 26(3): 135, pl. 355, f. 1, en el año 1899.
Etimología
Allium: nombre genérico muy antiguo. Las plantas de este género eran conocidos tanto por los romanos como por los griegos. Sin embargo, parece que el término tiene un origen celta y significa "quemar", en referencia al fuerte olor acre de la planta. Uno de los primeros en utilizar este nombre para fines botánicos fue el naturalista francés Joseph Pitton de Tournefort (1656-1708).
crenulatum: epíteto latino que significa "crenado, con pequeños dientes redondeados".
Sinonimia
- Allium cascadense M.Peck
- Allium vancouverense Macoun
- Allium watsonii Howell[4]